# دوندون هونتيفيروس
دوندون هونتيفيروس (بالتاغالوغية: Dondon Hontiveros) مواليد 1 يونيو 1977 في مدينة سيبو، هو لاعب كرة سلة فلبيني. بدأ مسيرته الاحترافية في سنة 1998. يلعب في الرابطة الفلبينية لكرة السلة. يحمل الرقم 25. مثّل منتخب بلاده.

## سجل المنافسة
شارك في المنافسات التالية:
- دورة الألعاب الآسيوية 2002